# Sparbanken i Södertälje
Sparbanken i Södertälje var en svensk sparbank i Södertälje i Södermanland och Stockholms län.

## Historik
Sparbanken i Södertelje stiftades den 28 januari 1836.
År 1971 gick Sparbanken i Södertälje ihop med Trosa och Hölebo sparbank för att bilda Östra Sörmlands sparbank. År 1972 uppgick Daga härads sparbank i Östra Sörmlands sparbank. År 1988 uppgick Östra Sörmlands sparbank i Nya sparbanken som bildats två år tidigare. Verksamheten uppgick 1992 i Sparbanken Sverige och blev senare en del av Swedbank.

## Bankpalats
Banken uppförde ett bankpalats på Järnagatan i Södertäljes stadskärna. Torget heter idag Olof Palmes plats, men var tidigare känt som Den okända soldatens plats.
Bankpalatset har fastighetsbeteckning Uranus 5 och har adress Järnagatan 6A och Badhusgatan 1A. Byggnaden uppfördes 1912. Det ritades av arkitekten Thor Thorén, som är en känd bankarkitekt. Det är byggt i jugendarkitektur, och är välbevarat.
| ”                         | Bankpalatset hör till stadens karaktärsbyggnader och har med sin form och fasadutsmyckning med i huvudsak bevarad ursprunglig utsmyckning av hög materialmässig och konstnärlig kvalitet ett högt arkitektoniskt värde. Med sin välbevarade tidiga 1900-talskaraktär är byggnaden en värdefull del av Järnagatans sammanhållna gatuparti med äldre stenstadsbebyggelse. Som ett av stadens enda bankpalats i jugend med ett centralt läge vid en öppen plats utgör byggnaden ett värdefullt inslag i stadsbilden och omfattas av stora miljöskapande värden. | „ |
| – Stockholms läns museum, | |   |

## Galleri

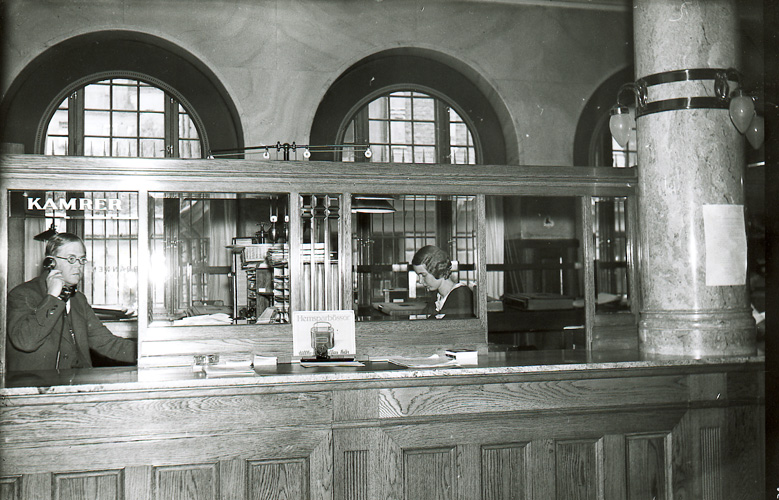
Interiör på Sparbanken i Södertälje med kamrer
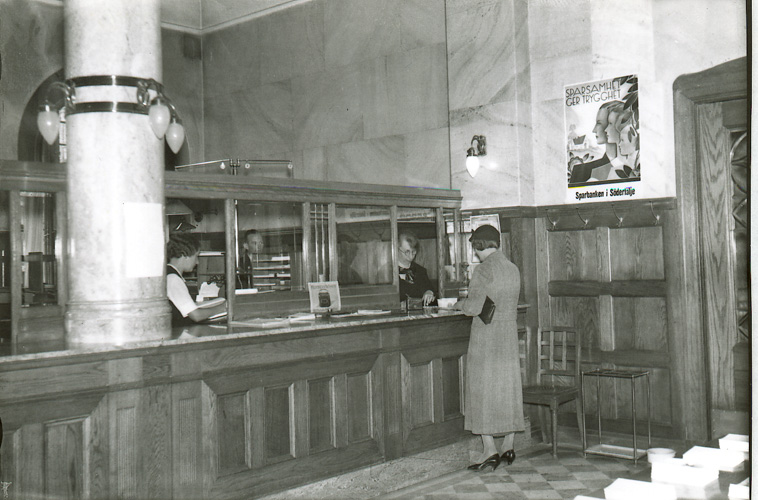
Interiör på Sparbanken i Södertälje med kund i kassan
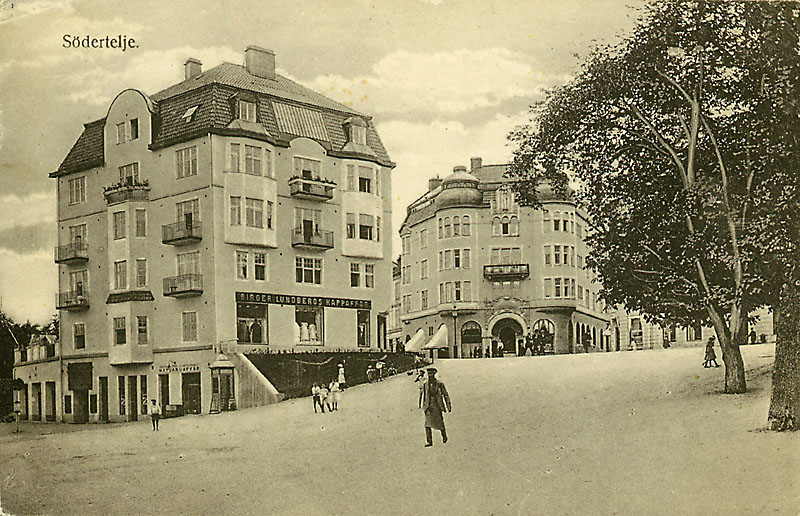
Marenplan och Olof Palmes plats innan Spanska trappan byggdes. Sparbankens bankpalats syns i bakgrunden
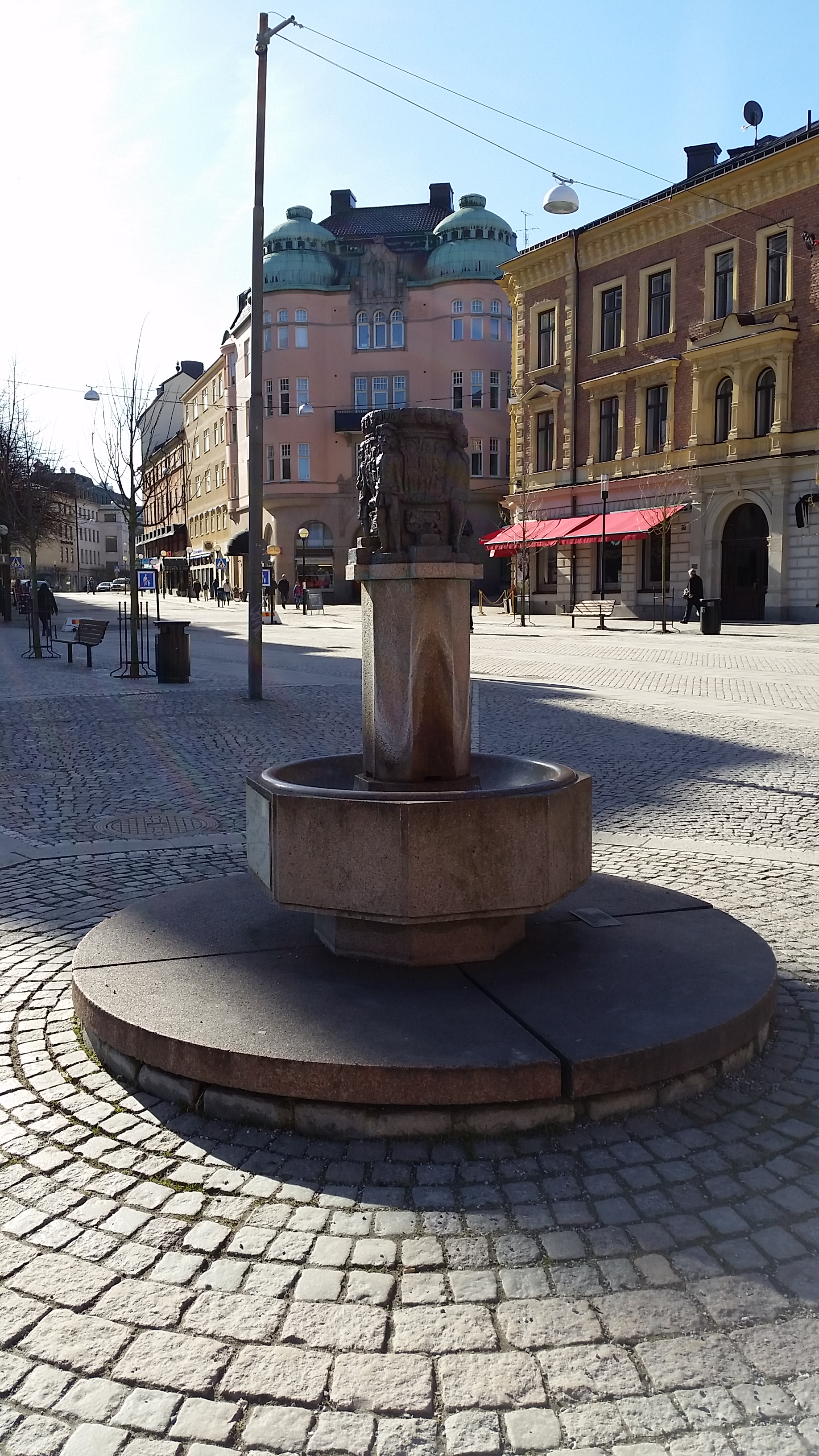
Olof Palmes plats i Södertäljes stadskärna 2015 med bankpalatset i bakgrunden

## Källhänvisningar
1. 1 2  "Södertelje den 30 Januari." Arkiverad 27 oktober 2018 hämtat från the Wayback Machine., Det Fjerde Aftonbladet, 5 februari 1836
2. 1 2 3  Sparbankerna 1971, Statistiska centralbyrån, 1972
3. ↑  "Södertelje den 30 Jan." Arkiverad 27 oktober 2018 hämtat från the Wayback Machine., Sveriges Stats-Tidning eller Post- och Inrikes Tidningar, 4 februari 1836
4. ↑  Nya Sparbanken blir större, TT, 30 maj 1988
5. 1 2 3  Mellander Rönn, Fredrika; Sundström, Lisa; Andersson, Christina (2007-03-07) [2006]. ”Uranus 5”. i Tibblin, Emma; Sundqvist, Anna. Södertäljes stadskärna - Kulturhistorisk analys och värdering. Stockholm: Stockholms läns museum. sid. 187. https://www.sodertalje.se/contentassets/801b52a57aed44f592a5d6bf3ff8bb96/7-sodertalje-stadskarna.pdf
6. ↑  Mellander Rönn, Fredrika; Sundström, Lisa; Andersson, Christina (2007-03-07) [2006]. ”Olof Palmes plats”. i Tibblin, Emma; Sundqvist, Anna. Södertäljes stadskärna - Kulturhistorisk analys och värdering. Stockholm: Stockholms läns museum. sid. 52. https://www.sodertalje.se/contentassets/801b52a57aed44f592a5d6bf3ff8bb96/7-sodertalje-stadskarna.pdf